# Puirt à beul
Puirt à beul (гэльск. мелодии ртом) - традиционный песенный жанр, некогда популярный в горной (гэлоговорящей) части Шотландии и перевезенный шотландскими эмигрантами в Канаду. Основной функцией этих песен было служить аккомпанементом для танца. Вокал при этом заменяет музыкальные инструменты, которых по тем или иным причинам (политическим, религиозным, финансовым) не оказалось.